# Левкон I
Левкон I (на латински: Leukon I; † 349 пр.н.е.) е цар на Боспорското царство на полуостров Крим от 389 пр.н.е. до 349 пр.н.е.

## Произход и управление
Левкон е син на Сатир I и произлиза от династията на Спартокидите, която управлява Боспорското царство от 438 пр.н.е. до 107 пр.н.е.
Той наследява баща си на трона през 389 пр.н.е. Левкон уголемява своето царство. Завладява град Феодосия и територии на меотските племена: торети, дандарии и псеси. Брат му Горгип включва допълнително територията на синдите към царството, така че Левкон се нарича „Архонт на Боспор и Теодосия и крал (василевс) на синди, торети, дандарии и псеси“.
Левкон има голям успех с експорт на жито в Древна Гърция. Атина му дава дори атийско гражданство заради важното му съдействие за изхранването на Атика.